# Kris Stadsgaard
Kris Stadsgaard, dit Kris (né le 1er août 1985 à Copenhague) est un footballeur international danois. Il joue comme stoppeur.

## Palmarès

### Clubs
- Rosenborg BK
  - Champion de Norvège (2) : 2009, 2010.
  - Vainqueur de la Supercoupe de Norvège : 2010.

- FC Copenhague
  - Champion du Danemark : 2013.
  - Vainqueur de la Coupe du Danemark : 2012.